# Posłańcy
Posłańcy (ang. The Messengers) – amerykańsko-kanadyjski film grozy z 2007 roku, w reżyserii Oxide Pang Chun i Danny’ego Panga. W roli głównej występuje: Kristen Stewart.

## Fabuła
Państwo Solomon wraz z córką Jessicą i synkiem o imieniu Ben przeprowadzają się do północnej Dakoty mając nadzieję, że to uratuje ich rodzinę. Farma, która wykupił Roy Solomon kryje w sobie mroczną tajemnicę. Pewnego dnia na farmie zjawia się John Burwell i zaczynają się dziać dziwne rzeczy. Tylko Ben i Jess widzą to, co dzieje się na farmie. Jednak Ben nie może mówić a Jessice nikt nie chce uwierzyć.

## Obsada
- Kristen Stewart – Jessica Solomon
- Dylan McDermott – Roy Solomon
- Penelope Ann Miller – Denise Solomon
- John Corbett – Burwell Rollins
- Evan Turner – Ben Solomon
- Theodore Turner – Ben Solomon
- William B. Davis – Colby Price
- Brent Briscoe – Plume
- Dustin Milligan – Bobby
- Jodelle Ferland – Michael Rollins
- Michael Daingerfield – Oficer policji
- Tatiana Maslany – Lindsay Rollins
- Shirley McQueen – Mary Rollins
- Anna Hagan – Doktor
- Blaine Hart – Charlie
- Graham Bell – Jim